# Joan Potau i Farré
|  | Per a altres significats, vegeu «Joan Potau i Martínez». |

Joan Potau i Farré (Sarral, Conca de Barberà 25 maig 1907 - agost 1994) fou un magistrat i comerciant català.

## Biografia
Es llicencià en dret a la Universitat de Barcelona el 1931. Simpatitzant d'ERC, durant la guerra civil espanyola fou jutge de primera instància i d'instrucció de Lleida, i magistrat de l'Audiència de Lleida a Solsona.
En acabar la guerra, es va exiliar a França fins al 1942, any en el qual es traslladà a Mèxic, arribar a bord del vaixell Nyassa el 22 de maig de 1942, al port de Veracruz, com asilat polític.
Treballà com a gerent general de l'empresa importadora de vins, licors i conserves Manuel Benet, S. de R.L., i després com a director general del laboratori farmacèutic Hosbon S.A. Ha sigut un dels elements més actius de la Comunitat Catalana de Mèxic. Dedicat també al periodisme, dirigí la revista de l'Orfeó Català de Mèxic de 1962 a 1985 i col·laborà a l'Esquerra (1961) amb el suport del seu amic, l'editor Bartomeu Costa-Amic. El 1991 va rebre la Creu de Sant Jordi a Mèxic de mans del president Jordi Pujol.